# Jan I. Norimberský
Jan I. Norimberský (mezi 1278 a 1280 – 1300) byl norimberský purkrabí z rodu Hohenzollernů.

## Život
Narodil se mezi lety 1278 a 1280 jako syn Fridricha III. a jeho manželky Heleny Saské. Poté, co jeho otec v roce 1297 zesnul, Jan po něm zdědil místo norimberského purkrabího. Téhož roku se oženil s Anežkou Hessenkou. Toto manželství však zůstalo bezdětné. Zemřel v mladém roku věku roku 1300 a novým norimberským purkrabím se stal jeho nezletilý bratr Fridrich IV.